# Tetragonia vestita
Tetragonia vestita là một loài thực vật có hoa trong họ Phiên hạnh. Loài này được I.M. Johnst. miêu tả khoa học đầu tiên năm 1928.